# Amin El-Hadi
Amin Mohamed El-Hadi –en árabe, أمين محمد الهادي– (nacido el 13 de abril de 1983) es un deportista egipcio que compitió en judo.
Ganó una medalla en los Juegos Panafricanos de 2007 y seis medallas en el Campeonato Africano de Judo entre los años 2002 y 2010.

## Palmarés internacional
| Juegos Panafricanos | Juegos Panafricanos     | Juegos Panafricanos | Juegos Panafricanos |
| Año                 | Lugar                   | Medalla             | Categoría           |
| ------------------- | ----------------------- | ------------------- | ------------------- |
| 2007                | Argel (Argelia)         | Medalla de plata    | –66 kg              |
| Campeonato Africano |                         |                     |                     |
| Año                 | Lugar                   | Medalla             | Categoría           |
| 2002                | El Cairo (Egipto)       | Medalla de bronce   | –66 kg              |
| 2004                | Túnez (Túnez)           | Medalla de plata    | –66 kg              |
| 2006                | Puerto Louis (Mauricio) | Medalla de oro      | –66 kg              |
| 2008                | Agadir (Marruecos)      | Medalla de oro      | –66 kg              |
| 2009                | Puerto Louis (Mauricio) | Medalla de oro      | –66 kg              |
| 2010                | Yaundé (Camerún)        | Medalla de plata    | –66 kg              |